# Halyna Kruk
Halyna Kruk   (Lviv, 30 de novembre de 1974) és una poeta, escriptora, traductora, filòloga, educadora i crítica literària ucraïnesa. Doctorada en filologia ucraïnesa, actualment investiga la literatura medieval i barroca ucraïnesa. Sòcia de l'Associació d'Escriptors d'Ucraïna i del PEN Ucraïna, del qual va servir de vicepresidenta, ha publicat cinc reculls de poesia (a 2021), dos volums de relats, i poesia i ficció infantil i jove.
El seu cognom també apareix com Krouk, basat en la transcripció al francès.

## Biografia
Va néixer a Lviv, Ucraïna i va estudiar a la Universitat de Lviv. Es va doctorar el 2001 en literatura ucraïnesa amb l'estudi " “El baix barroc ucraïnès. Les poètiques d'estil i gènere”. És professora d'estudis literaris a la universitat; una de les seves àrees de recerca és la literatura medieval a Ucraïna.
Les seves primeres dues col·leccions de poesia van ser publicades el 1997: Mandry u Poshukakh Domu ("Viatges a la recerca de casa") i Slidy na Pisku ("Petjades sobre la sorra"). També escriu poesia i ficció per nens. Els seus llibres per nens han estat traduïts a 15 llengües. Els seus poemes han estat traduïts a l'alemany i el rus. La seva feina també ha estat inclosa en diverses antologies.
Kruk ha traduït altres obres del polonès a l'ucraïnès.
Kruk ha estat vicepresidenta de la branca ucraïnesa del PEN Club Internacional. El 1996–97, va guanyar els premis literaris Ptyvitannia Zhyttia i Granoslov. El 2003, va ser guardonada amb el Gaude Polonia pel Ministeri polonès de Cultura. El mateix any va guanyar el premi internacional Step by Step per llibres dels nens. Va participar en el programa Baltic d'escriptors i traductors.

## Obra
Algunes de les seves obres més importants son:

### Poesia
- 1997: «Мандри у пошуках дому» (Mandry u póixukakh domu, Viatges a la recerca d'una llar), (Lviv: Каменяр / Kameniar)
- 1997: «Сліди на піску» (Slidý na pisku, Petjades a la sorra), (Kíiv: Гранослов / Granoslov)
- 2005: «Обличчя поза світлиною» (Oblýtxiia poza svitlýnoiu, La cara a l'altre costat de la fotografia), (Kíiv: Факт / Fakt)
- 2013: «Спів/існування» (Co(an)existence, Co(an)existència), (Lviv: Піраміда / Piramida)
- 2017: «Доросла» (Dorosla, Una dona adulta), (Lviv: Видавництво Старого Лева / Vydavnytstvo Staroho Leva, o Editorial Lleó vell)

### Antologada en col·leccions de poesia i prosa
- 1996: «Привітання життя'95» (Salutació a la vida '95)
- 2001: «Протизначення» (Contrasentit, o Efectes adversos)
- 2001: «Королівський ліс» (El bosc reial)
- 2005: «Потяг'76: вибране 2003—2004» (Tren '76. Seleccions 2003-2004)
- 2005: «Ми і Вона» (Nosaltres i ella)
- 2009: «Українські літературні школи та групи 60 — 90 рр. XX ст.» (Escoles i grups literaris ucraïnesos, anys 60-90 del s. XX)
- 2010: «Сновиди» (Snovydy, Somiadors)
- 2011: «Метаморфози» (Metamorfosis)
- etc.

### Literatura infantil i jove
- 2003: «Марко мандрує довкола світу» (Markó mandrúie dovkola svitu, Marko viatja al voltant del món)
- 2003: «Важко бути найменшим» (Vajko buty naimènxym, És dur ser el més jove)

#### Antologada en col·leccions de versos i contes infantils i joves
- 2003: «Казки Старого Лева» (Contes del lleó vell)
- 2009: «Зелене око» (Ulls verds)
- 2013: «Мама по скайпу» (Amb la mare per skype)